# Thea Proctor
Althea Mary Proctor, née le 2 octobre 1879 et morte le 29 juillet 1966, est une artiste australienne du début du XXe siècle.

## Biographie
Thea Proctor est née à Armidale (Nouvelle-Galles du Sud, Australie), de Katherine Louise Proctor et William Consett Proctor, un avocat et un homme politique. Lorsque ses parents se séparent en 1892, sa sœur et elle s’installent à Bowral chez leur grand-mère, qui encourage son intérêt pour la peinture.
Elle étudie en 1896 à l'école d'art de Sydney de 1896 sous la direction  de Julian Ashton, puis à St John's Wood Art School à Londres en 1903. Ashton et Proctor deviennent amis pour la vie et elle lui sert plusieurs fois de modèle. Elle reste à Londres de 1903 à 1912, travaillant avec d'autres artistes australiens expatriés tels qu'Arthur Streeton et Charles Conder, produisant des dessins et des aquarelles, influencée par Conder et par les estampes japonaises. Elle revient à Sydney de 1912 à 1914, puis s'installe de nouveau à Londres jusqu'en 1921. Elle expose à la Royal Academy of Arts, et au New English Art Club, produit des lithographies exposées au Senefelder Club et à la London Goupil Gallery.
Après son retour à Sydney, elle expose avec Margaret Preston en 1925. Puis, avec George Washington Lambert, elle fonde le Contemporary Group et expose notamment en 1926-28 avec Grace Cossington Smith, Margaret Preston de nouveau, Roland Wakelin et Roy De Maistre. Dans la même période, elle enseigne à Adrian Feint les techniques de la gravure sur bois de 1926 à 1928, et comme elle, il produit des couvertures pour magazine. Plus tard, elle enseigne également l'impression de linogravure à l'école d'art Julian Ashton de Sydney, avec par exemple parmi ses élèves Jean Bellette, ainsi que le dessin à la Société des arts et métiers de la Nouvelle-Galles du Sud. Elle et Margaret Preston sont des amies exposant régulièrement ensemble à Sydney et à Melbourne jusqu'à ce qu'une jalousie professionnelle mette un terme à cette relation en 1925. Thea Proctor s'attache également à faire connaître le travail négligé de son cousin John Peter Russell. Elle meurt en 1966 à Sydney.